# Kyrkfärd till Leksand, kyrkbåtarna anländer över Siljan
Kyrkfärd till Leksand, kyrkbåtarna anländer över Siljan (danska: Kirkefærd i Dalarne i Sverige. Til Leksands sognekirke i Dalarne kommer folket i deres store kirkebåde over Siljansøen om søndagen til gudstjeneste) är en oljemålning från 1853 av den danske guldålderskonstnären Wilhelm Marstrand. Målningen tillhör Statens Museum for Kunst i Köpenhamn. 
Motivet visar hur kyrkbåtar anlöper Siljans strandbrink omedelbart norr om Leksand. Leksands stora kyrka med dess karaktäristiska lökkupol syns i bakgrunden. Marstrand vistades i Dalarna somrarna 1850 och 1851, framför allt uppmuntrad av H.C. Andersen som beskrivit just detta motiv med flammande entusiasm i reseskildringen I Sverrig 1849. Marstrands entusiasm var något svalare; han klagade i brev hem till hustrun på dåligt väder, myggor och ovilliga modeller. 
Två år tog det för Marstrand att färdigställa denna monumentalt stora målning. Ett mycket stort antal skisser är bevarade, både tecknade och målade, vilket vittnar om konstnärens höga ambitioner. Precist observerade detaljer och dräkter visar på respekt för motivet. Detta kan delvis förklaras med att danska kungen, genom Niels Laurits Høyen, beställt målningen av Marstrand i den rådande andan av skandinavism.      